# نائچ، جهلم
نائچ (به انگلیسی: Naich) یک روستا در پاکستان است که در ناحیه جهلم واقع شده‌است. نائچ ۴۵۰ نفر جمعیت دارد.